# Вулиця Грушева (Львів)
Вулиця Грушева — невелика тупикова вулиця у Личаківському районі Львова, місцевість Великі Кривчиці. Розпочинається від вулиці Низової, завершується тупиком.

## Історія та забудова
Вулиця виникла у першій третині XX століття, 1933 року отримала першу офіційну назву За Буком. У 1938 році перейменована на вулицю Грабського, на честь польського політика, економіста та історика Владислава Грабського, сучасну назву вулиця отримала 1950 року.
Забудована одно- та двоповерховими будинками 1930-х років у стилі конструктивізм та сучасними приватними садибами.